# Gnophomyia certa
Gnophomyia certa är en tvåvingeart som beskrevs av Alexander 1952. Gnophomyia certa ingår i släktet Gnophomyia och familjen småharkrankar.
Artens utbredningsområde är Peru. Inga underarter finns listade i Catalogue of Life.